# 铁日木乡 (伽师县)
铁日木乡，是中华人民共和国新疆维吾尔自治区喀什地区伽师县下辖的一个乡镇级行政单位。

## 行政区划
铁日木乡下辖以下地区：
铁日格艾日克村、霍加艾日克村、托胡买里斯村、巴什铁日木村、阿亚克铁日克村、明克什拉克村、兰干村、仓村、托万恰央恰克提村和阿亚克兰干村。